# Bardaskan
Bardaskan (en farsi بردسكن); llatinitzat com Badar Askān, Badr Eshkand, Bardāskan, Bardāskand, Bardeshkand, Bardeskan, i Būdraskān) és una ciutat de l'Iran, capital del comtat del mateix nom a la província de Razavi Khorasan. Al cens del 2006 tenia 23.142 habitants. El comtat el formen tres viles i 293 pobles. La principal ocupació són les granges agrícoles i les de cria d'animals. Els productes principals són blat, ordi, llavor de cotó, comí, i pistatxo, safrà, magranes, figues i productes de raïm. Les poblacions més properes són Sabzevar (al nord), Khalilabad (a l'est), Tabas (al sud) i Semnan (a l'oest). Bardaskan és a la part nord del desert de Namak (Gran desert de sal). La seva superfície és de 8.535 km² a una alçada de 985 msnm. El clima és fred sobretot a la part nord del comtat però al centre i sud canvia a un clima sec i calorós. No hi ha cap riu perenne proper però si que té alguns d'estacionals.

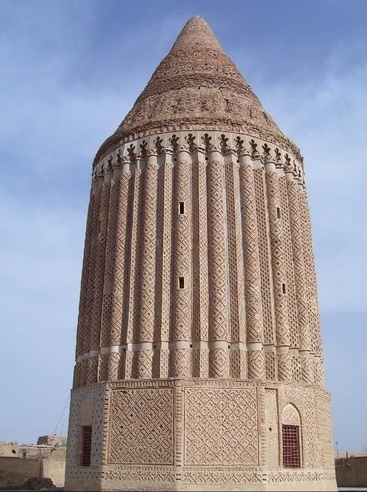
Torre Aliabad
Torre Firuzabad